# 홋타 마사토라
홋타 마사토라(일본어: 堀田正虎, 1662년 9월 1일 ~ 1729년 2월 19일)는 일본 에도 시대 전기에서 중기까지의 후다이 다이묘이다. 시모쓰케국 오미야번주, 무쓰국 후쿠시마번의 2대 번주를 거쳐 데와국 야마가타번의 초대 번주를 역임하였다.

## 생애
간분 2년(1662년) 7월 19일, 도쿠가와 쓰나요시를 5대 쇼군으로 옹립한 일로 유명한 다이로 홋타 마사토시의 둘째 아들로 태어났다. 홋타 마사나카는 마사토라의 쌍둥이 형이다.
엔포 3년(1675년), 쇼군 도쿠가와 이에쓰나를 알현하였고, 엔포 9년(1681년) 6월 1일에는 나카오쿠즈메(中奥詰)의 고코쇼(御小姓)가 되었다. 덴나 2년(1682년)에 종5위하 이즈노카미에 서임되었다. 조쿄 원년(1684년)에 아버지 마사토시가 암살당하자 쌍둥이 형 마사나카가 가문을 승계하였는데, 이때 아버지의 유령 중 2만 석 영지를 분할받아 오미야번주가 되었다.
겐로쿠 7년(1694년)에 형 마사나카가 사망하자, 그 양자가 되어 후쿠시마번주 자리를 계승했고, 오미야 번은 폐지되었다. 겐로쿠 13년(1700년)에는 야마가타번으로 옮겨갔고, 호에이 7년(1710년) 12월 18일에 종4위하로 승진하였다. 교호 13년(1728년) 7월 7일에 오사카조다이(大坂城代)에 임명되었으나, 부임 도중 이듬해인 교호 14년(1729년) 1월 22일에 이세 가메야마에서 68세의 나이로 사망하였다.
마사토라는 사촌형 홋타 마사야스(큰아버지 홋타 마사노부의 장남)의 다섯째 아들인 조카 홋타 마사나오를 양자로 두고 있었으나 교호 2년(1717년)에 사망하였기 때문에, 마사나오의 아들인 마사하루(마사토라의 종손)가 마사토라의 뒤를 이었다.
| 전임 홋타 마사나카 | 제2대 후쿠시마번 번주 (홋타 가문) 1694년 ~ 1700년 | 후임 이타쿠라 시게히로 |

| 전임 마쓰다이라 다다마사 | 제1대 야마가타번 번주 (홋타 가문) 1700년 ~ 1729년 | 후임 홋타 마사하루 |

| 전임 사카이 다다오토 | 제24대 오사카 조다이 1728년 ~ 1729년 | 후임 마쓰다이라 노부토키 |